# Trichopterigia decorata
Trichopterigia decorata là một loài bướm đêm trong họ Geometridae.